# Willy Ngoma
Willy Ngoma est un dirigeant militaire du  Mouvement du 23 mars (M23), une rébellion armée active dans l'est de la république démocratique du Congo, dont Il est le porte-parole militaire. Depuis février 2024, il est inscrit sur la liste des sanctions du Conseil de sécurité des Nations unies.

## Biographie

### Enfance, éducation et débuts
Willy Ngoma est né en 1974. Plusieurs lieux de naissance sont listés, dont Camp Kokolo à Kinshasa et Kinigi au Rwanda selon les sources. Il se déclare congolais,. D'autres sources affirment qu'il aurait aussi la nationalité rwandaise.

### Parcours
Willy Ngoma a plusieurs titres, incluant commandant et porte-parole militaire du Mouvement du 23 mars. Il est considéré comme ayant un rôle majeur dans cette organisation.

### Sanctions
Willy Ngoma est visé depuis février 2024 par des sanctions du Conseil de sécurité des Nations unies, en vertu des alinéas de la résolution 2293 (2016), réaffirmées par le paragraphe 2 de la résolution 2688 (2023).